# فرد بریگز (بازیکن فوتبال)
فرد بریگز (انگلیسی: Fred Briggs; ۱ مهٔ ۱۹۰۸ – ۲۵ ژانویهٔ ۱۹۹۸) بازیکن فوتبال اهل بریتانیا بود.
از باشگاه‌هایی که در آن بازی کرده‌است می‌توان به باشگاه فوتبال ساوت‌همپتون، باشگاه فوتبال روترهام یونایتد و باشگاه فوتبال ردینگ اشاره کرد.